# Stadio Negara
Lo Stadio Negara, noto anche come Stadium Tertutup o Stadium Negara è un'arena coperta situata a Kuala Lumpur, in Malesia.
L'impianto si trova a circa 2 km dal centro di Kuala Lumpur, proprio accanto allo stadio Merdeka.
Lo stadio, che dispone di 10 000 posti permanenti, ospita diversi eventi sportivi e concerti.
La costruzione dello stadio iniziò nel 1960 e fu ufficialmente inaugurato il 10 aprile 1962, dal terzo Yang di-Pertuan Agong, Tuanku Syed Putra di Perlis, diventando così il primo stadio al coperto in Malesia. Lo stadio è stato ristrutturato nel 1982.